# Glenea albofasciata
Glenea albofasciata är en skalbaggsart som beskrevs av Charles Joseph Gahan 1897. Glenea albofasciata ingår i släktet Glenea och familjen långhorningar. Inga underarter finns listade i Catalogue of Life.